# Encyclia bractescens
Encyclia bractescens (возможное русское название: Энциклия прицветниковая) — многолетнее эпифитное трявянистое растение семейства Орхидные, или Ятрышниковые (Orchidaceae), вид рода Энциклия.

## Синонимы
По данным Королевских ботанических садов в Кью. 

Гомотипные синонимы:
- Epidendrum bractescens Lindley 1840 basionym

Гетеротипные синонимы:
- Epidendrum aciculare Bateman ex Lindl., 1841
- Epidendrum linearifolium Hook., 1851
- Epidendrum esculentum Lindl., 1853
- Encyclia acicularis (Bateman ex Lindl.) Schltr., 1914

## Этимологияи история описания
Название рода Encyclia происходит от греческого слова enkyklo (окружать, охватывать), что указывает на форму цветка, в котором боковые доли губы обхватывают колонку.
Видовой эпитет происходит от латинского слова bractea (прицветник, в смысле кроющего листа).
Вид не имеет устоявшегося русского названия, в русскоязычных источниках обычно используется научное название Encyclia bractescens.
Английское название: Bractescent Encyclia.
Джон Линдли описал эту орхидею под названием Epidendrum bractescens в третьем томе Edward’s Botanical Register в 1840 году. Он писал: «Это один из самых красивых мелких видов Epidendrum…» Линдли упоминал, что сборщик орхидей Karl Theodore Hartweg нашёл его в Мексике в районе Оахака (Oaxaca).

## Биологическое описание
Побеги симподиального типа.

Псевдобульбы тёмно-зелёные, с возрастом сморщенные, удлинённо-яйцевидной формы. Образуют плотные группы. Несут 2-3 апикально расположенных листа.

Листья зелёные, линейно-ланцетные.

Цветоносы образуются из верхушки псевдобульбы, до 40 см в длину. Несут 2-12 цветков.

Цветки ароматные, 2,5 см в диаметре, темно коричневые, красноватые. Губа белая, с продольными фиолетовыми прожилками.

## Ареал, экологические особенности
Мексика, Белиз, Гондурас, Сальвадор и Гватемала.
Эпифит во влажных тропических лесах на высотах от 0 до 1200 метров над уровнем моря.
Цветение — конец зимы. Продолжительность цветения 25—30 дней.
Относится к числу охраняемых видов (второе приложение CITES).

## В культуре
Температурная группа — тёплая. Для нормального цветения обязателен перепад температур день/ночь в 5-8°С.
Освещение — полутень. В условиях квартиры — окна восточной и западной ориентации.
Относительная влажность воздуха 50-70 %.
Посадка на блок или в корзинку для эпифитов с субстратом из сосновой коры средней фракции. Субстрат не должен препятствовать движению воздуха в корнеобитаемой зоне.
С осени до появления новых побегов — период покоя, во время которого температура воздуха должна быть уменьшена, а полив сокращен.